# テンギズ・テドラゼ
テンギズ・テドラゼ（Tengiz Tedoradze、1967年7月5日 - ）は、ジョージアの男性レスリング選手、総合格闘家。アジャリア自治共和国バトゥミ出身。チーム・ラフハウス所属。元CWFCヘビー級王者。テンギズ・テドラッズ、テッド・チェンギスとも表記される。

## 来歴
1992年4月3日、初参戦となったリングスで木村浩一郎と対戦し、腕ひしぎ十字固めによる一本負けを喫した。
2006年2月4日、Cage Rage 15の初代英国ヘビー級王座決定戦でロバート・ベリーに勝利し王座獲得に成功した。その後オランダの総合格闘技団体2H2Hの決勝戦でデイブ・ダルグリッシュにKO負けを喫し、Cage Rageの契約で定められた期間内の試合をこなせなかったため王座を剥奪された。
2006年4月26日、Cage Rage 16ではエジソン・ドラゴと対戦。Cage Rage最短記録となる1R開始5秒でパンチによるKO負け。
2007年2月10日、Cage Rage 20で英国王者ロブ・ブロートンと対戦し、TKO勝ちを収め王座獲得に成功した。
2007年7月14日、Cage Rage 22でバタービーンと対戦し、1R終盤にパウンドによるTKOで勝利を収める。

## 戦績
| 総合格闘技 戦績 | 総合格闘技 戦績 | 総合格闘技 戦績 | 総合格闘技 戦績 | 総合格闘技 戦績 | 総合格闘技 戦績 | 総合格闘技 戦績 |
| --------------- | --------------- | --------------- | --------------- | --------------- | --------------- | --------------- |
| 33 試合         | (T)KO           | 一本            | 判定            | その他          | 引き分け        | 無効試合        |
| 22 勝           | 14              | 5               | 3               | 0               | 1               | 1               |
| 9 敗            | 5               | 4               | 0               | 0               | 1               | 1               |

| 勝敗 | 対戦相手                   | 試合結果                          | 大会名                                                              | 開催年月日     |
| ×    | ジェームス・トンプソン     | 2R 2:55 TKO（パンチ連打）         | ZT Fight Night: Heavyweights Collide 【ヘビー級トーナメント 1回戦】 | 2010年1月30日  |
| ×    | マルティン・トンプソン     | 1R TKO（パンチ連打）              | Ultimate Force: Punishment                                          | 2008年5月3日   |
| ○    | ムスタファ・アルターク     | 5分3R終了 判定3-0                 | Cage Rage 23: Unbelievable 【Cage Rage英国ヘビー級タイトルマッチ】  | 2007年9月23日  |
| ○    | バタービーン               | 1R 4:26 TKO（パウンド）           | Cage Rage 22: Hard as Hell                                          | 2007年7月14日  |
| ○    | ロブ・ブロートン           | 2R 0:58 TKO（ドクターストップ）   | Cage Rage 20: Born 2 Fight 【Cage Rage英国ヘビー級タイトルマッチ】  | 2007年2月10日  |
| ○    | アンディ・コステロ         | 2R 2:30 TKO（レフェリーストップ） | AM 10: GRRRound & Pound                                             | 2006年10月14日 |
| △    | モイス・リンボン           | 5分5R終了 判定                    | Ultimate Force 3                                                    | 2006年8月12日  |
| ×    | デイブ・ダルグリーシュ     | 1R 8:49 KO（パンチ連打）          | 2H2H: Road to Japan 【決勝】                                        | 2006年6月18日  |
| ○    | ジョーダン・ファリボル     | 1R 0:23 TKO（パンチ連打）         | 2H2H: Road to Japan 【1回戦】                                       | 2006年6月18日  |
| ×    | エジソン・ドラゴ           | 1R 0:05 KO（パンチ）              | Cage Rage 16: Critical Condition                                    | 2006年4月22日  |
| ○    | ロバート・ベリー           | 1R 1:53 TKO（パウンド）           | Cage Rage 15: Adrenalin Rush 【Cage Rage英国ヘビー級王座決定戦】    | 2006年2月4日   |
| ○    | トム・ブラックレッジ       | 1R 3:16 TKO                       | Ultimate Force 1                                                    | 2005年11月26日 |
| ○    | トム・ブラックレッジ       | 1R 2:20 ギブアップ（打撃）        | Cage Warriors: Strike Force 3                                       | 2005年10月1日  |
| ○    | ロバート・ベリー           | 1R 4:55 TKO                       | Goshin Ryu 13                                                       | 2005年7月23日  |
| ×    | ジェフ・モンソン           | 1R 1:59 チョークスリーパー        | Cage Warriors: Ultimate Force 【CWFCヘビー級タイトルマッチ】        | 2005年4月30日  |
| ×    | アントニオ・シウバ         | 1R 0:48 TKO（パンチ連打）         | UKMMAC 10: Slugfest                                                 | 2005年3月6日   |
| ×    | ジェフ・モンソン           | 1R 3:51 チョークスリーパー        | Cage Warriors 9: Xtreme Xmas 【CWFCヘビー級タイトルマッチ】         | 2004年12月18日 |
| ○    | マーク・ゴダード           | 2R TKO                            | CFC 2: Cage Carnage                                                 | 2004年11月14日 |
| ○    | クレイグ・アメール         | 1R ギブアップ（パンチ連打）       | Cage Warriors 8: Brutal Force                                       | 2004年9月18日  |
| ○    | マイケル・ナープ           | 判定2-0                           | CFC 1: Cage Carnage                                                 | 2004年7月11日  |
| ○    | ジェームス・トンプソン     | 2R終了時 TKO（タオル投入）        | Ultimate Combat X                                                   | 2004年6月20日  |
| ○    | アンディ・ライアン         | 1R 2:05 TKO（パンチ連打）         | Cage Warriors 7: Showdown 【CWFCヘビー級タイトルマッチ】            | 2004年5月9日   |
| ○    | マイケル・ナープ           | 5分1R終了 判定                    | Durata World Grand Prix 3                                           | 2003年12月12日 |
| ○    | レムコ・パドゥール         | 1R 2:44 ギブアップ（パンチ連打）  | Extreme Force 1: Genesis                                            | 2003年7月13日  |
| ○    | マイク・ワード             | 1R ギブアップ（パンチ連打）       | Extreme Brawl 3                                                     | 2003年6月29日  |
| ○    | ウェイン・ラセリー         | 1R TKO（パンチ連打）              | Extreme Brawl 2 【Extreme Brawlスーパーヘビー級タイトルマッチ】     | 2003年3月30日  |
| －   | スティーブ・トーマス       | 1R 無効試合                       | Cage Warriors 3 【CWFCヘビー級タイトルマッチ】                      | 2003年3月16日  |
| ○    | ジャロッド・スピード       | 1R TKO（パンチ連打）              | Extreme Brawl 1                                                     | 2002年12月15日 |
| ○    | エイドリアン・ワイルド     | 1R KO                             | UZI 1: Cage Combat Evolution                                        | 2002年11月30日 |
| ×    | ジョン・ソープ             | 3R 三角絞め                       | Millennium Brawl 8                                                  | 2002年9月22日  |
| ×    | ファブリシオ・ヴェウドゥム | 1R 三角絞め                       | Millennium Brawl 7                                                  | 2002年6月16日  |
| ○    | ジョン・ウィアー           | 2R TKO（パンチ連打）              | Millennium Brawl 6                                                  | 2002年4月7日   |
| ○    | ローマン・コステニコフ     | 1R 7:30 フロントチョーク          | リングス Russia vs. Georgia                                         | 2000年8月16日  |
| ×    | 木村浩一郎                 | 9:35 腕ひしぎ十字固め             | リングス MEGA BATTLE 3rd. 雷～IKAZUCHI                              | 1992年4月3日   |

## 獲得タイトル
- Extreme Brawlスーパーヘビー級王座[1]
- 第2代CWFCヘビー級王座（2003年）
- 初代Cage Rage英国ヘビー級王座（2006年）
- 第3代Cage Rage英国ヘビー級王座（2007年）